# Xenolytus fuscicornis
Xenolytus fuscicornis là một loài tò vò trong họ Ichneumonidae.